# Обработка изображений
Обработка изображений — любая форма обработки информации, для которой входные данные представлены изображением, например, фотографиями или видеокадрами. Обработка изображений может осуществляться как для получения изображения на выходе (например, подготовка к полиграфическому тиражированию, к телетрансляции и т. д.), так и для получения другой информации (например, распознание текста, подсчёт числа и типа клеток в поле микроскопа и т. д.). Кроме статичных двухмерных изображений, обрабатывать требуется также изображения, изменяющиеся со временем, например, видео. 

## История
Ещё в середине XX века обработка изображений была по большей части аналоговой и выполнялась оптическими устройствами. Подобные оптические методы до сих пор важны, в таких областях как, например, голография. Тем не менее, с резким ростом производительности компьютеров, эти методы всё в большей мере вытеснялись методами цифровой обработки изображений. Методы цифровой обработки изображений обычно являются более точными, надёжными, гибкими и простыми в реализации, нежели аналоговые методы. В цифровой обработке изображений широко применяется специализированное оборудование, такое как процессоры с конвейерной обработкой инструкций и многопроцессорные системы. В особенной мере это касается систем обработки видео. Обработка изображений выполняется также с помощью программных средств компьютерной математики, например, MATLAB, Mathcad, Maple, Mathematica и др. Для этого в них используются как базовые средства, так и пакеты расширения Image Processing.
Большинство методов обработки одномерных сигналов (например, медианный фильтр) применимо и к двухмерным сигналам, которыми являются изображения. Некоторые из этих одномерных методов значительно усложняются с переходом к двухмерному сигналу. Обработка изображений вносит сюда несколько новых понятий, таких как связность и ротационная инвариантность, которые имеют смысл только для двухмерных сигналов. В обработке сигналов широко используются преобразование Фурье, а также вейвлет-преобразование и фильтр Габора. Обработку изображений разделяют на обработку в пространственной области (преобразование яркости, гамма коррекция и т. д.) и частотной (преобразование Фурье, и т. д.). Преобразование Фурье дискретной функции (изображения) пространственных координат является периодическим по пространственным частотам с периодом 2pi.

## Обработка изображений для воспроизведения

### Типичные задачи
- Геометрические преобразования, такие как вращение и масштабирование.
- Цветовая коррекция: изменение яркости и контраста, квантование цвета, преобразование в другое цветовое пространство.
- Сравнение двух и более изображений. Как частный случай — нахождение корреляции между изображением и образцом, например, в детекторе банкнот.
- Комбинирование изображений различными способами.
- Интерполяция и сглаживание.
- Разделение изображения на области (сегментация изображений), например, для упрощения передачи каналами связи[1].
- Редактирование и ретуширование.
- Расширение динамического диапазона путём комбинирования изображений с разной экспозицией (HDR).
- Компенсация потери резкости, например, путём нерезкого маскирования.

## Обработка изображений в прикладных и научных целях

### Типичные задачи
- Распознавание текста
- Обработка спутниковых снимков
- Машинное зрение
- Обработка данных для выделения различных характеристик
- Обработка изображений в медицине
- Идентификация личности (по лицу, радужке, дактилоскопическим данным)
- Автоматическое управление автомобилями
- Определение формы интересующего нас объекта
- Определение перемещения объекта
- Наложение фильтров
- Обработка изображений в целях охраны (камеры видеонаблюдения)